# フェデリコ・エルドゥアジェン
フェデリコ・マルティン・エルドゥアジェン・サルダーニャ（Federico Martín Elduayén Saldaña、1977年6月25日 - ）は、ウルグアイの元サッカー選手。元ウルグアイ代表。ポジションはゴールキーパー。

## 来歴
2002年5月に親善試合でウルグアイ代表デビュー。出場機会は無かったが、2002 FIFAワールドカップのメンバーでもあった。

## 代表歴

### 出場大会
- ウルグアイ代表
  - 2002 FIFAワールドカップ

### 試合数
- 国際Aマッチ 1試合 0得点（2002年）[1]

| ウルグアイ代表 | 国際Aマッチ | 国際Aマッチ |
| 年             | 出場        | 得点        |
| -------------- | ----------- | ----------- |
| 2002           | 1           | 0           |
| 通算           | 1           | 0           |